# Олин дуб
Олин дуб. Дерево росте в  Славутському районі  Хмельницької області, село Старий Кривин, вул. Чапаєва, б. 86. Обхват дерева 6 м, висота 30 м, вік близько 500 років. Один з найбільших дубів Хмельницької області. Росте він у будинку господарки Н. Г. Ковальчук. Потрібне заповідання.

## Ресурси Інтернету
- Фотогалерея самых старых и выдающихся деревьев Украины

## Виноски
1. 1 2   Шнайдер С. Л., Борейко В. Е., Стеценко Н. Ф. 500 выдающихся деревьев Украины. — К.: КЭКЦ, 2011. — 203 с.